# Superleague Fórmula
La Superleague Fórmula fue una competición automovilística internacional. Anunciada en 2005, recibió el visto bueno de la FIA en diciembre de 2005. En 2011 la temporada y la categoría terminarían de forma muy anticipada a lo previsto, al cancelarse todas las rondas que se disputarían fuera de Europa; así, el 13 de octubre se dio fin a la temporada, habiéndose disputado tan solo 2 rondas.
La Superleague Fórmula fue un intento de fusión de los dos deportes más populares a nivel mundial: la pasión del fútbol con la emoción y el entusiasmo del automovilismo. El nuevo concepto se puso en marcha en agosto de 2008 con varios monoplazas con motor V12 y 750 caballos de potencia, pintados con los colores de algunos de los mejores equipos de fútbol a nivel mundial. La categoría estuvo patrocinada por Sonangol, que también suministró el combustible.
En abril de 2012, cuando se inició la competición automovilística europea, no se había reportado noticia alguna o dado información respecto a la posibilidad de una temporada durante ese año o 2013, poniendo en seria duda el futuro de la fórmula. Actualmente, el campeonato ha sido cancelado.

## Formato de la competición

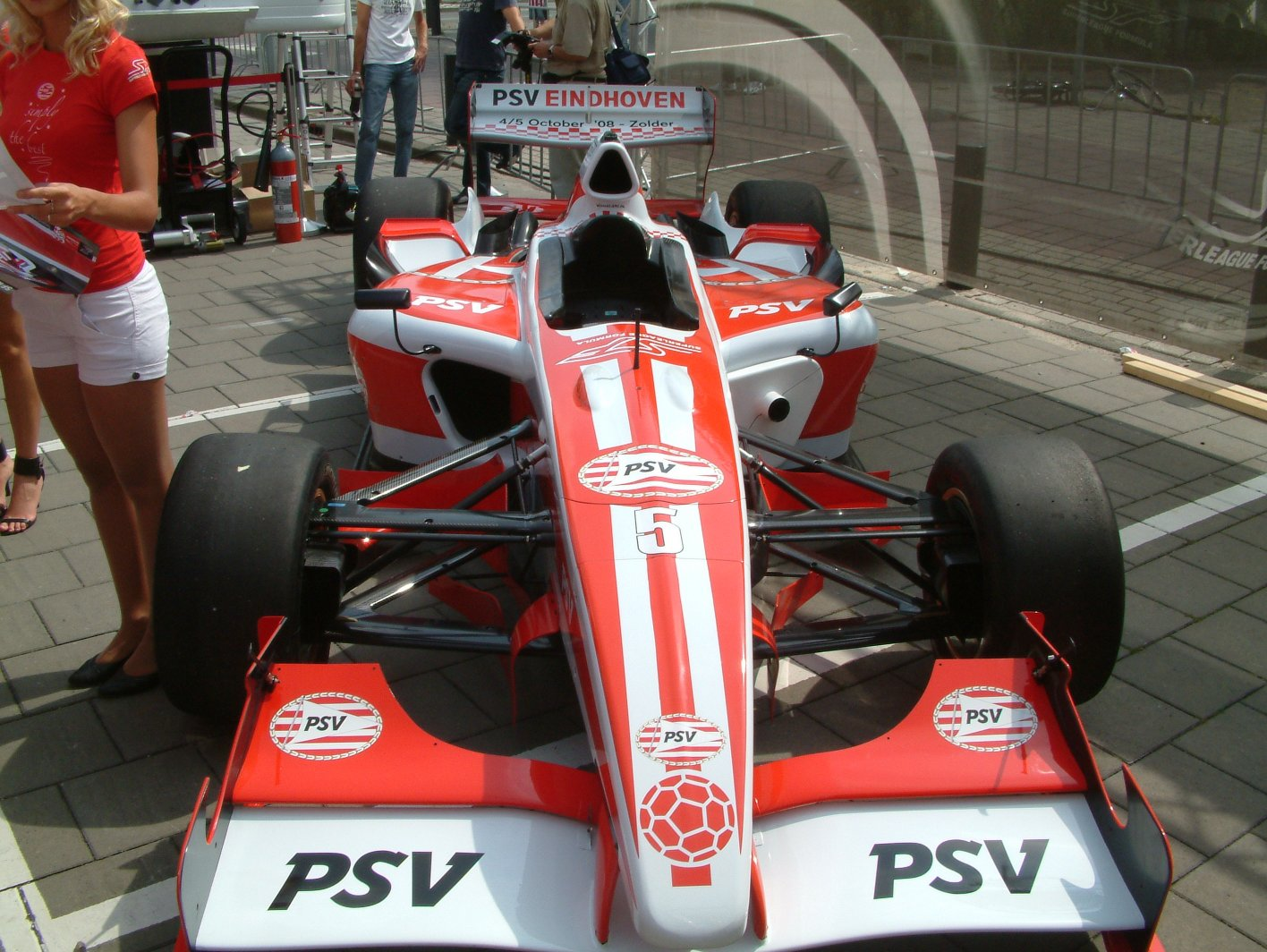
El automóvil del PSV Eindhoven.

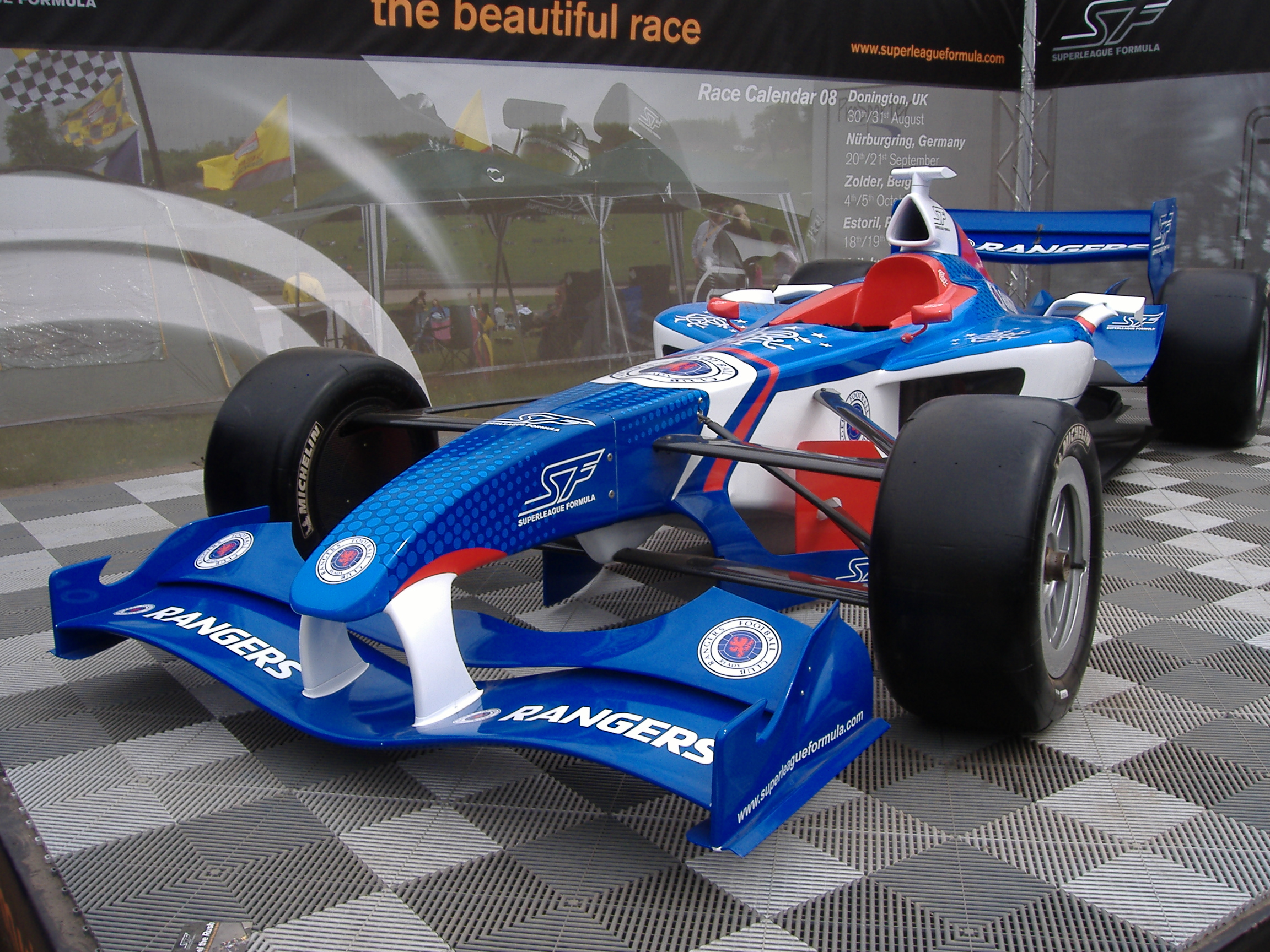
El automóvil del Glasgow Rangers.

Uno de los atractivos de la Superleague Fórmula fue su formato de Calificación único, con la parrilla totalmente invertida para la segunda carrera y la Superfinal. No solo ofreció una competición espectacular, sino también el mayor premio económico del automovilismo europeo, ya que a los campeones de la liga se les otorgaba la cantidad de 1 millón de euros. Los subcampeones recibían 500,000 euros, mientras el tercer puesto se llevaba 250.000 euros.
Los coches y motores tecnológicamente idénticos que representaron a 18 clubes de fútbol participaron de nuevo en 2010 en la popular carrera Superfinal, novedad que se introdujo en 2009, consistente en que seis clubes competían en una tanda de cinco vueltas al final de la segunda carrera el domingo. Los pilotos lucharían por un premio en metálico de 100.000 euros que se llevaría el ganador de cada fin de semana de competición. Sin embargo, al contrario que en 2009, los seis equipos que participaron en la Superfinal recibieron un premio económico, lo que significa que, por primera vez, los que terminaron de la cuarta a sexta posición compartieron 55,000 euros, mientras el segundo y tercero recibieron 75,000 y 50,000 euros respectivamente, al igual que en 2009. Por tanto, un piloto podía ganar la impresionante cifra de 2.2 millones de euros si ganaba las 12 Superfinales durante toda la temporada. Los puntos se adjudicaron según una escala de la primera a la última posición. Cada club acumulaba puntos y el campeón Superleague Fórmula era el club con más puntos al final de las doce pruebas de la temporada.

### Clasificación
Las calificaciones se llevaron a cabo los sábados. El procedimiento de calificación se realizaba de la siguiente forma:
1ª Fase: En primer lugar se realizaba un sorteo para establecer dos grupos de 8 o 9 coches para sesiones de calificación individuales de 15 minutos por separado. Los pilotos elegían una bola que determinaría si estaban en el Grupo A o en el Grupo B. El Grupo A sería el primero en calificarse, seguido del Grupo B. Ambas tandas eran de 15 minutos de duración, y entre cada grupo normalmente había una pausa de cinco minutos. Los cuatro coches de cada sesión (A y B) clasificaban para la siguiente fase.
Cuartos de Final: Estos ocho finalistas competían en un formato de calificación por parejas. Esperaban turno en el pit lane y los dos primeros coches salían juntos. Se mantendría una distancia predeterminada en la vuelta de calentamiento, lo bastante cerca como para entretener al público y lo suficientemente lejos como para que el coche de atrás no se viera afectado por el factor aerodinámico. Los coches salían uno detrás del otro y, durante una única vuelta rápida cronometrada, debían mantener esa formación hasta que cruzaran la línea de meta, con el más veloz de los dos pasando a la semifinal. Este proceso se repetía tres veces más para seleccionar los cuatro coches clasificados para la siguiente ronda.
Semifinales: Tras la fase anterior, tenían lugar dos tandas de semifinal, utilizando el mismo sistema de los cuartos de final para decidir los dos últimos coches que lucharían por la pole position.
Final: Los dos ganadores de las semifinales competían juntos, y el más rápido se llevaba la pole position para la primera de las dos carreras del domingo.
No se permitían repostajes ni cambios de neumáticos durante ninguna de las sesiones de calificación.

### Carreras
Las pruebas de Superleague Fórmula incluían dos carreras principales de igual duración. Cada carrera tenía una duración aproximada de 45 minutos (44 minutos más una vuelta; cuando han transcurrido 44 minutos, en cuanto el líder cruzaba la línea de meta, empezaba la última vuelta). Este cálculo fue realizado para que las carreras duraran lo más cerca posible a los 45 minutos que dura una mitad de un partido de fútbol.
Carrera 1: El ganador de la sesión de calificación del sábado salía desde la pole position de la primera carrera del domingo, con el finalista a su lado en primera fila; los dos semifinalistas se colocaban en la segunda fila, por delante de los clubes que quedaron eliminados en los cuartos de final. Las posiciones de parrilla por detrás de los ocho primeros se asignaban según los tiempos de calificación, con los coches de la sesión más rápida alineados en el mismo lado de la parrilla que el ganador de la pole y los coches de la sesión más lenta en el otro lado de la parrilla. Por tanto, el quinto clasificado del grupo más rápido estaría en noveno lugar y el quinto clasificado en la sesión más lenta sería décimo. El grupo más rápido se determinaba según el tiempo más rápido de los dos cronos que hubiera marcado el piloto que consiguió el mejor tiempo, independientemente de los cronos marcados por otros pilotos de ese grupo.
Carrera 2: Uno de los grandes atractivos de Superleague Fórmula era la Carrera 2, que al contrario que otras competiciones automovilísticas importantes, hace que los coches más rápidos de la primera carrera salieran desde atrás, pues la parrilla de salida se invertía totalmente con respecto a los resultados de la Carrera 1. Esto significaba que, por ejemplo, si un coche se salía en la primera curva de la primera carrera, estaría en la pole para la Carrera 2. El crear este revolucionario formato de parrilla invertida, donde el piloto más rápido de la Carrera 1 tendrá que remontar en la parrilla de la Carrera 2 (con lo que se anima a realizar adelantamientos y se libra una auténtica batalla en la pista), supondría un nuevo nivel de emoción que ayudaría a resaltar el atractivo único de la fórmula. 

### Puntos
Los puntos para el Campeonato Superleague Fórmula se conseguían en las dos carreras del domingo. Se entregaban puntos a todas las posiciones, con 50 para el ganador de la carrera. Este sistema de puntuación estaba pensado para animar a los pilotos a adelantar, ya que los primeros puestos conseguían bastantes puntos más que los siguientes. El sistema de puntos era: 50-45-40-36-32-29-26-23-20-18-16-14-12-10-8-7-6-5-4-3-2-1. Los puntos se otorgaban de igual manera en ambas carreras. La tercera carrera puntuaba así: 6,5,4,3,2,1. El piloto que conseguía ganar las tres carreras del domingo obtenía 106 puntos. No se otorgaban puntos a los pilotos que no cruzaran la línea de meta. Además, se debía completar al menos el mismo número de vueltas menos dos.
| Posición | 1º | 2º | 3º | 4º | 5º | 6º | 7º | 8º | 9º | 10º | 11º | 12º | 13.º | 14.º | 15.º | 16.º | 17 º | 18.º | 19.º | 20.º | 21.º | 22.º | Ret |
| Puntos   | 50 | 45 | 40 | 36 | 32 | 29 | 26 | 23 | 20 | 18  | 16  | 14  | 12   | 10   | 8    | 7    | 6    | 5    | 4    | 3    | 2    | 1    | 0   |

## Monoplaza
El automóvil, diseñado por Menard Competition Technologies, era construido por Panoz bajo la marca Élan Motorsport Technologies, con un motor de 750cv 4.2-litros V12. 

### Especificaciones
- Anchura total hasta el borde de las llantas: 2000 mm
- Longitud total: 4600 mm (tbc)
- Altura máxima: 995 mm
- Anchura alerón delantero: 1400 mm
- Anchura alerón trasero: 1000 mm
- Anchura de la carrocería: 1400 mm
- Peso objetivo: 750 kg
- Tanque de aceite: Depósito de aluminio en la carcasa del tanque
- Embrague: AP (UK) embrague de triple capa de carbono para permitir salidas en parada (115 mm de diámetro)
- Motor de arranque: Trasero externo
- Sistema de combustible: ATL (UK) FIA FT5 célula de combustible de kevlar. Capacidad aproximada de 150 litros
- Bombas: Bombas gemelas eléctricas de aspiración y dos bombas eléctricas de alta presión de Bosch (Alemania).
- Escapes: Tubos con tecnología SSTube Tech (Reino Unido). Alineados seis en uno en cada lado, salida superior
- Caja de cambios: Hewland (Reino Unido) LSFA semiautomática longitudinal de 6 velocidades con marcha atrás. Carcasa de aluminio fundido. Diferencial Powerflow.
- Cambio de marchas: Sistema de palanca de cambios de Hewland (neumático)
- Calibrador: Calibrador de aluminio monobloque de seis pistones, fabricado por Brembo (Italia)
- Discos y pastillas: Discos de carbono Brembo CCR300
- Suspensión delantera: Trapecios de acero/carbono y barra de acero para el doble amortiguador.
- Dirección: Cremallera y piñones (carcasa de magnesio) hecho por Titan (Reino Unido), volante de fibra de carbono hecha a medida con sistema "quick release" diseñado por Menard Technologies en conjunto con Pi Research, específicamente para el Campeonato Superleague Fórmula.
- Suspensión trasera: Trapecios de tubo de acero y barra de empuje para el doble amortiguador. Parte trasera ajustable ARB, eje de transmisión y trípodes fabricados por Pankl (Austria).
- Montantes: En acero, diseñados por Panoz
- Ejes: Diseñados por Panoz y fabricados por Pankl (Austria)
- Ruedas: Oz
- Neumáticos: Michelin
- Carrocería: Compuesto de fibra de carbono diseñado por Panoz

### Motor
- Número de cilindros: 12
- Capacidad: 4.2 litros
- Configuración: 60° en V
- Peso: 140KG (en seco)
- Potencia máxima: 750cv @ 11.750 rpm
- Máximas RPM: 12.000
- Par motor máximo: 510 N·m 9,500 10,500

## Clubes de fútbol participantes
23 equipos de fútbol participaron en al menos una carrera de la Superleague Fórmula.
| Clubes de fútbol participantes | Clubes de fútbol participantes | Clubes de fútbol participantes                                                                  | Clubes de fútbol participantes                                                                     | Clubes de fútbol participantes                                                              | Selecciones de fútbol participantes                                           | Selecciones de fútbol participantes |
| América                        | Asia                           | Europa                                                                                          | Europa                                                                                             | Europa                                                                                      | Selecciones de fútbol participantes                                           | Selecciones de fútbol participantes |
| ------------------------------ | ------------------------------ | ----------------------------------------------------------------------------------------------- | -------------------------------------------------------------------------------------------------- | ------------------------------------------------------------------------------------------- | ----------------------------------------------------------------------------- | ----------------------------------- |
| CR Flamengo SC Corinthians     | Al Ain Beijing Guoan           | AC Milan AC Sparta Praga A.S. Roma Atlético de Madrid Borussia Dortmund FC Basel FC Midtjylland | F.C. Porto Galatasaray S.K. Girondins de Bordeaux Liverpool F.C. Olympiacos CFP Olympique Lyonnais | PSV Eindhoven Rangers F.C. R.S.C. Anderlecht Sevilla F.C. Sporting Lisboa Tottenham Hotspur | Australia Brasil China Países Bajos Inglaterra Japón Luxemburgo Nueva Zelanda |                                     |

## Circuitos
Este campeonato presentaba una política interna de propagación, que consistía en que cada año se aumentaba el número de circuitos que albergaban rondas de la Superlegue Fórmula.
| Circuito       | 2008 | 2009 | 2010 | 2011 | Total |
| -------------- | ---- | ---- | ---- | ---- | ----- |
| Zolder         |      |      |      |      | 4     |
| Assen          |      |      |      |      | 2     |
| Jarama         |      |      |      |      | 2     |
| Magny-Cours    |      |      |      |      | 2     |
| Nürburgring    |      |      |      |      | 2     |
| Donington Park |      |      |      |      | 2     |
| Estoril        |      |      |      |      | 2     |
| Adria          |      |      |      |      | 1     |
| Algarve        |      |      |      |      | 1     |
| Brands Hatch   |      |      |      |      | 1     |
| Los Arcos      |      |      |      |      | 1     |
| Silverstone    |      |      |      |      | 1     |
| Ordos          |      |      |      |      | 1     |
| Beijing        |      |      |      |      | 1     |
| Monza          |      |      |      |      | 1     |
| Jerez          |      |      |      |      | 1     |
| Vallelunga     |      |      |      |      | 1     |

| - Adria (2010) - Algarve (2010) - Assen (2010-2011) - Beijing (2010) - Brands Hatch (2010) - Donington Park (2008-2009) - Estoril (2008-2009) - Jarama (2009-2010) - Jerez (2008) | - Los Arcos (2010) - Magny-Cours (2009-2010) - Monza (2009) - Nürburgring (2008,2010) - Ordos (2010) - Silverstone (2010) - Vallelunga (2008) - Zolder (2008-2011) |

## Campeones
| Temporada | Club           | Piloto        | Escudería           | Puntos | Margen | Segundo                                | Tercero                        |
| --------- | -------------- | ------------- | ------------------- | ------ | ------ | -------------------------------------- | ------------------------------ |
| 2008      | Beijing Guoan  | Davide Rigon  | Zakspeed            | 413    | 76     | PSV Eindhoven - Yelmer Buurman         | AC Milan - Robert Doornbos     |
| 2009      | Liverpool FC   | Adrián Vallés | Hitech Junior Team  | 412    | 30     | Tottenham Hotspur - Craig Dolby        | FC Basel - Max Wissel          |
| 2010      | RSC Anderlecht | Davide Rigon  | Azerti Motorsport   | 699    | 2      | Tottenham Hotspur - Craig Dolby        | FC Basel 1893 - Max Wissel     |
| 2011*     | Australia      | John Martin   | Alan Docking Racing | 158    | 22     | Japón - Duncan Tappy / Robert Doornbos | Luxemburgo - Frédéric Vervisch |